# Битката на хуните
„Битката на хуните“ (на немски: Hunnenschlacht) е симфонична поема на унгарския композитор Ференц Лист, написана през 1857 година.
Тя е вдъхновена от едноименната картина на Вилхелм фон Каулбах, представяща битка на Каталаунските полета от 451 година и отразяваща легендата, според която сражението е толкова яростно, че духовете на убитите продължавали да се бията, възнасяйки се към небето. „Битката на хуните“ е представена пред публика за пръв път на 29 декември 1857 година във Ваймар под диригентството на самия Лист. Първоначално е написана за оркестър и орган, а в първото издание през 1861 година е включен и аранжимент за пиано.